# Апoлонија Александријска
Апoлонија Александријска (3. век, Александрија) - је ранохришћански мученица, пострадала током прогона цара Деција Трајана. 
Аполонија је претрпела сурово мучења јер је одбила да се одрекне хришћанства. Јевсевије Кесаријски пише о њој у својој Историји Цркве, позивајући се на писмо Александријског патријарха Дионизије Великог Антиохијском патријарху Фавију о овим догађајима:
”Пагани су, такође, ухватили Аполонију, дивну девојку, тукли је, ишчупали јој све зубе; запалили су ватру изван града и претили да ће је живу запалити ако не принесе дараве и ода хвалу паганским божанствима. Аполонија је, након што се помолила, одступила, скочила у ватру и изгорела.”- Еузебије Пампхилус. "Црквена историја". VI, 41. 
Света Аполонија умрла је 9. фебруара 248. или 249. године. Због њеног мучеништва, где су јој вађени зуби, прославља се као заштитница стоматолога.